# Костас Караманлис (старији)
Констатинос Караманлис (грч. Κωνσταντίνος Γ. Καραμανλής; Проти, 8. март 1907 — Атина, 23. април 1998) председник владе Грчке у четири мандата 1955−1963. и 1974−1980. и председник републике 1980−1985. и 1990−1995, кључна фигура грчке политике у другој половини 20. века. Означава се заслужним за рестаурацију демократије након власти војне хунте 1967−1974, успостављање Треће грчке републике и увођење Грчке у Европску заједницу претече Европске уније.

## Биографија
Константинос Караманлис је рођен 1907. у селу Проти у грчкој Македонији, у време када је она још увек била део Османског царства, као син учитеља који се касније упустио у трговину дуваном. Ушао је у политику као посланик Народне (конзервативне) странке 1935−1936. године, али су његову политичку каријеру привремено прекинули Метаксасова диктатура и окупација током Другог светског рата. У политику се вратио 1946. године. Био је део послератних влада. Прочуо се као министар јавних радова у влади Грчког сабора маршала Папагоса између 1952. и 1955. године, показујући при томе аутократске склоности, свест о значају појављивања у средствима информисања, али и завидну успешност. После Папагосове смрти 1955. године, краљ Павле га је неочекивано изабрао за новог председника владе. Караманлис је преобразио Грчки сабор у Националну радикалну унију.
Првобитна подршка палате Караманлису временом се изродила у непријатељство, посебно од стране својеглаве краљице Фредерике. После пораза на изборима 1963. године отишао је у једанаестогодишње изгнанство у Француску. Након слома пуковничке диктатуре 1967−1974. Караманлис је био позван да успостави ред. Као председник владе, спровео је, са пуно умешности и без крвопролића повратак цивилној власти и кажњавање вођа хунте. Водио је упадљиво либералнију политику него у раздобљу пре војног удара и дозволио је рад комуниситичких партија забрањене од 1947. године. Због нерасположења према Америци и НАТО пакту, повукао је Грчку из војног крила савеза. Тежио је да убрза процес придруживања Европској заједници, видећи у томе алтернативу традиционалном ослањању на покровитељство САД. У свом покушају да модернизује десницу, окупљену у странку Нова демократија и супростави заводљивој реторици ПАСОК-а није био тако успешан. Пошто је обезбедио пријем Грчке у Европску економску заједницу 1979, издејствовао је да буде изабран за председника. У том својству, 1981. године надзирао је примопредају власти између деснице и прве левичарске владе у историји Грчке. Пред истек петогодишњег мандата 1985. године поднео је оставку пошто није предложен за нови петогодишњи мандат. Поново је изабран за председника маја 1990. године, а после истека тог мандата 1995. године повукао се из политике.